# 虹光精密工业
虹光精密工業股份有限公司（英語：Avision）是一家台灣的公司，設計和生產影像掃描儀和多功能影印設備。虹光1991年成立於新竹科學工業園區。现公司总部位于台湾，在全球拥有四家分支機構，分别位于中國大陆，德國，美國，日本，总共有員工約2000人。

## 大事記
- 1991年：虹光公司成立於新竹科學工業園區
- 1998年：公司股票在台灣證券交易所上市
- 2001年：蘇州廠正式落成開幕
- 2006年：成立蘇州第二生產基地-虹光商用科技有限公司

## 外部連結
- 官方網站 （页面存档备份，存于）